# Laufen-Uhwiesen
Laufen-Uhwiesen is een gemeente en plaats in het Zwitserse kanton Zürich, en maakt deel uit van het district Andelfingen.
Laufen-Uhwiesen telt 1498 inwoners.